# Hòa Phú, Chư Păh
Hòa Phú là một xã thuộc huyện Chư Păh, tỉnh Gia Lai, Việt Nam.
Xã Hòa Phú có diện tích 56,05 km², dân số năm 1999 là 4565 người, mật độ dân số đạt 81 người/km².